# Arquitectura en pizarra (informática)
La arquitectura software en pizarra es un modelo arquitectónico de software habitualmente utilizado en sistemas expertos, sistemas multiagente y, en general, sistemas basados en el conocimiento.

## Descripción
La arquitectura en pizarra consta de múltiples elementos funcionales, denominados agentes, y un instrumento de control denominado pizarra.
Los agentes suelen estar especializados en una tarea concreta o elemental. Todos ellos cooperan para alcanzar una meta común, si bien, sus objetivos individuales no están aparentemente coordinados.
El comportamiento básico de cualquier agente consiste en examinar la pizarra, realizar su tarea y escribir sus conclusiones en la misma pizarra.
De esta manera, otro agente puede trabajar sobre los resultados generados por otro.
La computación termina cuando se alcanza alguna condición deseada entre los resultados escritos en la pizarra.
La pizarra tiene un doble papel. Por una parte, coordina a los distintos agentes y, por otra, facilita su intercomunicación. El estado inicial de la pizarra es una descripción del problema que resolver y el estado final será la solución del problema.
Los resultados generados por los agentes deben responder a un lenguaje y semántica común. En general, se suelen utilizar formalismos lógicos o matemáticos, tales como expresiones lógicas de primer orden.

## Ventajas e inconvenientes
Esta arquitectura es tremendamente útil cuando el problema a resolver (o algoritmo a implementar) es extremadamente complejo en términos cognitivos.
Es decir, cuando el flujo de control del algoritmo es enrevesado, o simplemente, no se tiene un conocimiento completo del problema a resolver.
Las desventajas de la arquitectura son bastante obvias a priori. Es importante no generalizar en este aspecto, puesto que cada implementación en particular puede solventar estas desventajas en algún ámbito limitado:
- No existe garantía de que se alcanzará una solución.
- Es una arquitectura ineficiente, puesto que no existe una cuota respecto al tiempo de cómputo necesario para resolver el problema.
- Es difícil obtener una traza de los pasos que llevaron a la solución, es decir, no ofrece explicaciones.

Desde un punto de vista más filosófico, la arquitectura en pizarra ofrece un interesante experimento de tipo social. Cada agente tiene sus propios objetivos, desconoce los objetivos de los demás, y tampoco conoce el objetivo global (la solución del problema). Sin embargo, se produce una cooperación inconsciente entre ellos que lleva a una meta más importante.